# Craspedisia spatulata
Craspedisia spatulata is een spinnensoort in de taxonomische indeling van de kogelspinnen (Theridiidae).
Het dier behoort tot het geslacht Craspedisia. De wetenschappelijke naam van de soort werd voor het eerst geldig gepubliceerd in 1948 door Elizabeth Bangs Bryant.